# José Amavisca
José Emilio Amavisca Gárate (Laredo, 19 de junho de 1971) é um ex-futebolista profissional espanhol. Foi campeão olímpico e fez história no Real Madrid, porém, nunca disputou uma edição de Copa do Mundo em sua carreira.

## Carreira
Em clubes, ganhou mais destaque no Real Madrid, aonde atuou de 1994 a 1998. Suas atuações não foram suficientes para jogar as Copas de 1994 e 1998.
Abandonou os gramados em 2005, no Espanyol.

## Títulos

### Clubes
Real Madrid
- UEFA Champions League: 1997–98
- Copa Intercontinental: 1998
- La Liga: 1994–95, 1996–97
- Supercopa da Espanha: 1997

Deportivo
- Copa del Rey: 2001–02
- Supercopa da Espanha: 2002

Laredo
- Tercera División: 1988–89

### Seleção
- Jogos Olímpicos: 1992

### Individual
- Futebolistas espanhol do ano: 1995

## Ligações Externas
- Perfil em Fifa.com